# 右扶風
右扶風，西汉时分内史辖地设立，取义“扶助风化”。三國以後改稱作扶風郡、扶風國，既可以指官名也可以指其所轄政區。今陝西省寶雞市設有扶風縣。

## 漢代右扶風

### 秦漢時期
在兩漢時期與京兆尹、左馮翊合稱三輔，是西漢時期的政治中心。负责管理当时京城附近地方行政事务，类似于郡太守。右扶风始由汉武帝改主爵都尉所置，治所在長安（今陝西省興平市東南）。按《汉书》载所辖：十五城，户万七千三百五十二，口九万三千九十一。葛劍雄計算，漢代右扶風總面積為24,154平方公里，人口密度密度每平方公里大約為33.77人。
| 西漢右扶風                                  |                                            |                                                                                |
| 西漢郡縣 - 漢孺子初始元年（8年） 領縣二十一 |                                            |                                                                                |
| 縣名                                        | 縣治所在地                                 | 備註                                                                           |
| 渭城縣                                      | 陝西省咸陽市東北渭城區窯店街道咸陽故城遺址 | 秦代名咸陽縣，高帝元年（前206年）改名新城縣；元鼎三年（前114年）再改名渭城縣。 |
| 槐里縣                                      | 陝西省興平市東南                           |                                                                                |
| 鄠縣                                        | 陝西省西安市鄠邑區                         | 秦代名酆縣，後改名鄠縣（西漢中期以後改）。                                     |
| 盩厔縣                                      | 陝西省周至縣東終南鎮                       | 太初元年（前104年）左右置縣。                                                  |
| 斄縣                                        | 陝西省咸陽市楊陵區斄縣古城                 |                                                                                |
| 郁夷縣                                      | 陝西省寶雞市東，千河入渭河處               | 漢初置縣（不詳何年）。                                                         |
| 美陽縣                                      | 陝西省扶風縣北法門鎮美陽故城遺址           |                                                                                |
| 郿縣                                        | 陝西省扶風縣西南                           |                                                                                |
| 雍縣                                        | 陝西省寶雞市鳳翔區南雍縣故城遺址           |                                                                                |
| 漆縣                                        | 陝西省彬州市                               |                                                                                |
| 栒邑縣                                      | 陝西省旬邑縣東北                           | 為溫疥（前199年－前146年）侯國。                                               |
| 隃麋縣                                      | 陝西省千陽縣東                             | 漢初置縣（不詳何年）。                                                         |
| 陳倉縣                                      | 陝西省寶雞市東陳倉故城遺址                 |                                                                                |
| 杜陽縣                                      | 陝西省麟遊縣西北                           |                                                                                |
| 汧縣                                        | 陝西省隴縣南                               |                                                                                |
| 好畤縣                                      | 陝西省永寿县店头镇好畤河村                 |                                                                                |
| 虢縣                                        | 陝西省寶雞市西舊虢鎮                       |                                                                                |
| 安陵縣                                      | 陝西省咸陽市東北                           | 惠帝七年（前188年）設置安陵縣。                                                |
| 茂陵縣                                      | 陝西省興平市東北                           | 建元元年（前140年）分槐里縣茂鄉設置茂陵縣。                                    |
| 平陵縣                                      | 陝西省咸陽市西北                           | 元鳳四年（前77年）以前設置平陵縣。                                             |
| 武功縣                                      | 陝西省眉縣東                               | 西漢初期設置武功縣（一說秦孝公時置縣）。                                       |

新朝始建國天鳳元年（14年），廢三輔，改置京尉、師尉、翊尉、光尉、扶尉、列尉六尉郡，各領十縣，郡官稱大夫。更始元年（23年），恢復漢制。
東漢時移治槐里縣，建武六年（30年）廢除郃陽、祋祤、粟邑、櫟陽、翟道、谷口、鄜縣、武城、沈陽、徵縣、雲陵、懷德12縣。永平八年（65年）復置武功縣，永元二年（90年）復置杜陽縣。永初四年（110年）設置扶風都尉。據《後漢書·郡國志》記載，永和五年（140年）時，右扶風戶口有17,352，人口93,091。中平六年（189年）分右扶風雍縣、隃麋、杜陽、陳倉、汧縣5縣設置漢安郡。興平元年（194年），漆縣移屬新平郡。東漢末年，右扶風領有槐里、安陵、平陵、茂陵、鄠縣、郿縣、栒邑、美陽、好畤、武功10個縣。

### 魏晉時期
三国曹魏時期，改為「扶風郡」，長官正式名稱為扶風太守，隸屬雍州刺史部。
| 曹魏扶風郡                                   |                      |                                           |
| 三國郡縣 - 魏元帝咸熙二年 （265年） 領縣十三 |                      |                                           |
| 縣名                                         | 縣治所在地           | 備註                                      |
| 槐里縣                                       | 陝西省興平市東南     |                                           |
| 武功縣                                       | 陝西省眉縣東         |                                           |
| 鄠縣                                         | 陝西省西安市鄠邑區   |                                           |
| 始平縣                                       | 陝西省咸陽市西北     | 東漢為平陵縣，黃初年間改名始平縣。        |
| 郿縣                                         | 陝西省扶風縣東南     |                                           |
| 雍縣                                         | 陝西省寶雞市鳳翔區南 | 原為漢興郡管轄。                          |
| 汧縣                                         | 陝西省隴縣南         | 原為漢興郡管轄。                          |
| 陳倉縣                                       | 陝西省寶雞市東       | 原為漢興郡管轄。                          |
| 美陽縣                                       | 陝西省扶風縣北       |                                           |
| 茂陵縣                                       | 陝西省興平市東北     | 譚其驤《中國歷史地圖集·三國圖組》無此縣。 |
| 隃麋縣                                       | 陝西省千陽縣東       | 原為漢興郡管轄。                          |
| 栒邑縣                                       | 陝西省旬邑縣東北     |                                           |
| 杜陽縣                                       | 陝西省麟遊縣西北     | 原為漢興郡管轄。                          |
| 安陵縣                                       | 陝西省咸陽市東北     | 無法考証縣份。                            |

西晉泰始元年（265年）封司馬亮為扶風王，其封地改稱扶風國。泰始二年（266年）郡治所移往池陽縣。晉惠帝即位，改扶風國為「秦國」（《晉書·地理志上》），作為秦王司馬柬的封地。據《晉書·地理志》記載，太康年間（280-289）扶風郡有戶二萬三千。
| 西晉扶風郡                                 |                      |                |
| 西晉郡縣 - 晉愍帝建興四年 （316年） 領縣六 |                      |                |
| 縣名                                       | 縣治所在地           | 備註           |
| 池陽縣                                     | 陝西省涇陽縣西北     |                |
| 郿縣                                       | 陝西省扶風縣東南     |                |
| 雍縣                                       | 陝西省寶雞市鳳翔區南 |                |
| 汧縣                                       | 陝西省隴縣南         |                |
| 陳倉縣                                     | 陝西省寶雞市東       |                |
| 美陽縣                                     | 陝西省扶風縣北       |                |
| 茂陵縣                                     | 陝西省興平市東北     | 西晉初年廢縣。 |
| 隃麋縣                                     | 陝西省千陽縣東       | 西晉初年廢縣。 |
| 栒邑縣                                     | 陝西省旬邑縣東北     | 西晉初年廢縣。 |
| 杜陽縣                                     | 陝西省麟遊縣西北     | 西晉初年廢縣。 |

### 十六國北朝時期
後趙明帝時，分扶風等郡置咸陽郡，池陽縣改屬咸陽郡。
北魏太武帝太延二年（436年），分扶風郡置平秦郡，雍縣改屬平秦郡。太平真君七年（446年），省併始平郡，所領始平、槐里、武功三縣改屬扶風郡，武功縣併入盩厔縣。北魏孝文帝太和十一年（487年），分扶風郡置武功郡，美陽縣改屬武功郡。至此，扶風郡領好畤、始平、槐里、盩厔四縣，治好畤。
北魏孝莊帝永安元年（528年），扶風郡移治文學城。北周武帝天和二年（567年），分扶風郡置周南郡，盩厔縣改屬周南郡。建德二年（573年），廢武功郡，所領美陽（改為武功）、莫西二縣改屬扶風郡。建德三年（574年），好畤縣併入莫西縣。槐里縣併入始平縣。至此，扶風郡領始平、武功、莫西三縣。

## 隋代扶風郡
隋文帝開皇三年（583年），廢扶風郡，領縣直屬雍州。
大業三年（607年）改岐州置扶風郡，治雍縣（今陝西省寶雞市鳳翔區），戶口九萬二千二百二十三。統縣九：雍縣、岐山縣、郿縣、虢縣、汧源縣、汧陽縣、南由縣、陳倉縣、普潤縣。

## 唐代扶風郡
唐高祖武德元年（618年），改扶風郡為岐州。唐玄宗天寶元年（742年），復為扶風郡，領九縣：雍、扶風、陳倉、岐陽、岐山、郿、麟遊、普潤、虢。唐肅宗至德二載（757年），改陳倉縣為鳳翔縣，不久即分雍縣置天興縣，改鳳翔縣為寶雞縣，雍縣為鳳翔縣。年底又改扶風郡為鳳翔府，至此扶風郡之名不復存在。

## 行政長官

### 右扶風（前104年－9年）
- 咸宣，河東郡楊縣人。漢武帝太初元年（前104年）至四年（前101年）在任，下獄自殺。
- 王訢，濟南郡人。漢武帝征和四年（前89年）至漢昭帝元鳳元年（前80年）在任。
- 周德，漢昭帝元鳳六年（前75年）出任。
- 朱山拊，會稽郡吳縣人。漢宣帝本始四年（前70年）至地節元年（前69年）在任，下獄死。
- □博，漢宣帝地節元年（前69年）出任。
- □廣，漢宣帝地節二年（前68年）至元康元年（前65年）在任。
- 尹翁歸，字子况，河東郡平陽縣人。漢宣帝元康元年（前65年）至神爵元年（前61年）在任。
- 陳萬年，字幼公，沛郡相縣人。漢宣帝神爵元年（前61年）至五鳳二年（前56年）在任。
- □武，漢宣帝甘露四年（前50年）出任。
- 鄭弘，字稚卿，泰山郡剛縣人。漢元帝初元三年（前46年）至永光二年（前42年）在任。
- □強，漢元帝永光二年（前42年）至建昭二年（前37年）在任。
- 溫順，字子敎，漢成帝建始元年（前32年）至二年（前31年）在任。
- □讓，漢成帝建始二年（前31年）出任。
- 王昌，漢成帝建始三年（前30年）至河平二年（前27年）在任。
- 王賞，字少公，平原郡人，漢成帝河平二年（前27年）至陽朔元年（前24年）在任。
- 甄尊，漢成帝陽朔元年（前24年）至四年（前21年）在任。
- 淳于信，字中君，漢成帝陽朔四年（前21年）出任。
- 牛商，字子夏，漢成帝鴻嘉三年（前18年）至永始三年（前14年）在任。
- 彭宣，字子佩，淮陽郡陽夏縣人。漢成帝永始三年（前14年）至四年（前13年）在任。
- □臨，漢成帝永始四年（前13年）至元延三年（前10年）在任。
- 蕭育，字次君，東海郡蘭陵縣人。漢成帝元延三年（前10年）至綏和二年（前7年）在任。
- 范隆，漢成帝綏和二年（前7年）在任。
- 馬嘉，字次君，泰山郡人，漢哀帝綏和二年（前7年）至建平元年（前6年）在任。
- 謝堯，漢哀帝建平二年（前5年）至三年（前4年）在任。
- 魏章，字子讓，東海郡人，漢哀帝建平三年（前4年）至四年（前3年）在任。
- 龔勝，字君實，楚國彭城縣人。漢哀帝建平四年（前3年）至元壽元年（前2年）在任。
- 弘譚，字巨君，沛郡人，漢哀帝元壽元年（前2年）在任。
- 畢由，漢哀帝元壽二年（前1年）在任。
- 趙恢，字君向，漢平帝元始元年（1年）至二年（2年）在任。
- 武襄，字君孟，沛郡人，漢平帝元始二年（2年）至四年（4年）在任。
- 謝堯，漢平帝元始四年（4年）出任。
- 鄧馮，字君侯，南陽郡人，漢平帝元始五年（5年）出任。[27]

### 右扶風（23年－220年）
- 趙匡，南陽郡人。漢光武帝建武三年（27年）出任。[28]
- 徐業，琅邪郡人。漢光武帝建武中在任。[29]
- 仲光，漢安帝元初二年（115年）戰沒。[30]
- 王堂，字敬伯，廣漢郡郪縣人，漢順帝永建二年（127年）離任。[31]
- 韓皓，漢順帝永建四年（129年）離任。[32]
- 趙典，字仲經，蜀郡成都縣人，漢桓帝時在任。[33]
- 鮑鴻，漢靈帝中平二年（185年）前後在任。[34]
- 黃琬，字子琰，江夏郡安陸縣人，漢靈帝中平中在任。[35]
- 趙瑤，漢靈帝中平年間在任。
- 張則，漢靈帝時在任。
- 侵恭，漢獻帝前在離任。
- 渦尚，漢獻帝前在任。
- 王宏，字長文，太原郡祁縣人。漢獻帝初平三年（192年）被殺。[36]
- 趙儼，字伯然，潁川郡陽翟縣人。漢獻帝建安中在任。[37]
- 趙融，漢獻帝時。
- 傅幹，漢獻帝建安中在任。

### 扶風太守（220年－265年）
- 傅幹，字彥林，北地泥陽人，曹魏時在任。[38]
- 張翼，字伯恭，犍為武陽人，蜀漢後主建興十二年（234年）領。[39]
- 司馬泰，字子舒，河內溫人，晉武帝泰始元年（265年）離任。[40]

### 扶風相（265年－289年）
- 寿良，字文淑，蜀郡成都人，晉武帝太康十年（289年）轉為秦國內史。

### 秦國內史（289年－312年）
- 寿良，字文淑，蜀郡成都人，晉武帝太康十年（289年）由扶風相轉。[41]
- 吕淑，字伟德，汉国人，晉惠帝時在任。[41]
- 賈龕，晉惠帝永熙元年（306年）前後在任。[42]

### 扶風太守（312年－）
- 梁綜，晉懷帝永嘉末在任。[43]
- 竺爽，晉愍帝建興中在任。[44]
- 張瑀，馮翊高陸人。[45]
- 王連，晉元帝太興元年（318年）至三年（320年）在任，由司馬保任命。[46]

### 扶風內史
- 毛難，前秦景明帝皇始四年（354年）被殺。[47]
- 王統，前秦宣昭帝建元七年（371年）離任。[48]

### 扶風太守（－497年）
- 常亥，遼西人，前秦宣昭帝建元中在任。[49]
- 姚萇，字景茂，南安赤亭人，前秦宣昭帝建元中在任。[50]
- 王永，前秦宣昭帝建元十八年（382年）離任。[51]
- 段鏗，前秦宣昭帝建元二十一年（385年）奔於姚萇。[50]
- 齊益男，前秦高帝太初五年（390年）出奔。[52]
- 強超，後秦文桓帝弘始中在任。[53]
- 姚儁，南安赤亭人，後秦姚泓永和二年（417年）降於姚恢。[54]
- 毛德祖，滎陽陽武人，晉安帝義熙十三年（417年）在任。[55]
- 索敞，字巨振，敦煌人，北魏太武帝時在任。[56]
- 張成，安定石唐人，北魏太武帝時在任。[57]
- 韋直善，京兆杜陵人，北魏前期在任。[58]

### 扶風太守（528年－557年）
- 鄭頊，字寧伯，滎陽開封人，西魏時在任。[59]
- 羅保，代郡桑乾人。[60]

### 扶風郡守（557年－583年）
- 梁士彥，字相如，安定烏氏人，北周武帝時在任。[58]

### 扶風郡太守（607年－618年）
- 李淵，字叔德，隴西狄道人，隋煬帝大業中在任。[61]
- 竇璡，字之推，扶風平陵人，隋煬帝大業十三年（617年）以郡降於李淵。[62]

### 扶風郡太守（742年－757年）
- 崔琇，唐玄宗天寶元年（742年）在任。
- 李昶，唐玄宗天寶中在任。
- 韦季庄，唐玄宗天寶中在任。
- 韦恒，唐玄宗天寶中在任。
- 苗晋卿，字元辅，上黨壶关人，唐玄宗天寶九載（750年）至十三載（754年）在任。
- 房琯，唐玄宗天寶十三載（754年）至十四載（755年）在任。
- 薛景仙，唐玄宗天寶十四載（755年）在任。
- 郭英乂，唐肅宗至德元載（756年）至二載（757年）在任。
- 李岘，唐肅宗至德二載（757年）在任。[63]

## 國主
- 扶風王司馬亮，265年－277年在位。
- 扶風武王司馬駿，277年－286年在位。
  - 扶風王司馬暢，287年－289年在位。[64]
- 秦獻王司馬柬，289年－291年在位。
  - 秦王司馬鄴（繼子），292年－312年在位。[65]
- 扶風郡開國公馮穆，497年－528年在位。[49]
  - 扶風郡開國公馮冏，528年在位。[66]

### 書籍
- 班固，《漢書》，維基文庫
- 范曄，《後漢書》，維基文庫
- 房玄齡，《晉書》，維基文庫
- 魏收，《魏書》，維基文庫
- 魏徵，《隋書》，維基文庫
- 杜佑，《通典》，維基文庫
- 李曉杰，《東漢政區地理》，北京：人民出版社。
- 王仲犖，《北周地理志》，北京：中華書局
- 孔祥軍，《三國政區地理研究》，南京：南京大學歷史系
- 孔祥軍，《晉書地理志校注》，北京：新世界出版社
- 胡阿祥、孔祥軍、徐成合著，《中國行政區劃通史·三國兩晉南朝卷》，上海：復旦大學出版社